# Tanítók Lapja (folyóirat, 1921–1927)
A Tanítók Lapja Székelyudvarhelyen 1921. október 6. és 1927. március 24. között megjelent tanügyi és gazdasági újság.

## Szerkesztői, tartalma
Szerkesztője és kiadója Gyerkes Mihály tanító volt, aki jórészt maga írta a lap vezércikkeit is. Közölt még benne Benedek Elek, Finta Gerő, Halmágyi Samu, Györfi István, Ikafalvi Diénes Jenő, Moldován János, Orosz Endre, Pálffy Ákos, Papp Viktor.
Cikkeiben a lap a kisebbségi magyar tanítók munkájához kívánt segítséget nyújtani: közölte a hivatalos tanterv magyar fordítását, a népiskolai oktatás korszerűsítésére irányuló cikkeket, segédanyagokat a román nyelv elsajátításához és tanításának gyakorlatához, útmutató írásokat a gazdasági (főképp a mezőgazdasági) ismeretek tanításához. De felvállalta a tanítók érdekképviseletét is. Volt tanügyi közigazgatási, didaktikai rovata, közölte a tanítóegyesületi élet híreit, időnként könyvek recenzióit is.
1927/1. számának mellékleteként jelent meg Gyerkes Mihály: A szabadoktatás könyve c. kötete.